# Фаџр-3
Фаџр-3 (персијски: "зора") је ирански балистичка ракета средњег домета (МРБМ), за који се претпоставља да има домет од 2.000-2.500 km. Ирански званичниции су објавили како пројектил може да избегава радарску детекцију и да поседује више независних бојевих глава које могу да гађају различите циљеве (систем МИРВ).
Иранска Револуционарна гарда открила је детаље о ракети за време одржавања војних вежби Велики пророк 31. марта 2006. године. Генерал Хусеин Салами објавио је на телевизији како је "успешно тестиран нови пројектил са побољшаним техничким и тактичким капацитетима у односу на претходно произведене моделе". Такође је додао како ракета може да носи три бојеве главе, од којих се свака у задњем степену лета независно једна од друге креће према свом циљу. Није прецизирао домет ракете, који може да варира зависно о величине и врсте терета бојеве главе. 
Војни аналитичари сматрају како је Фаџр-3 модификована верзија Шахаба-3, са преправкама погонског горива и бојеве главе.